# Perlan

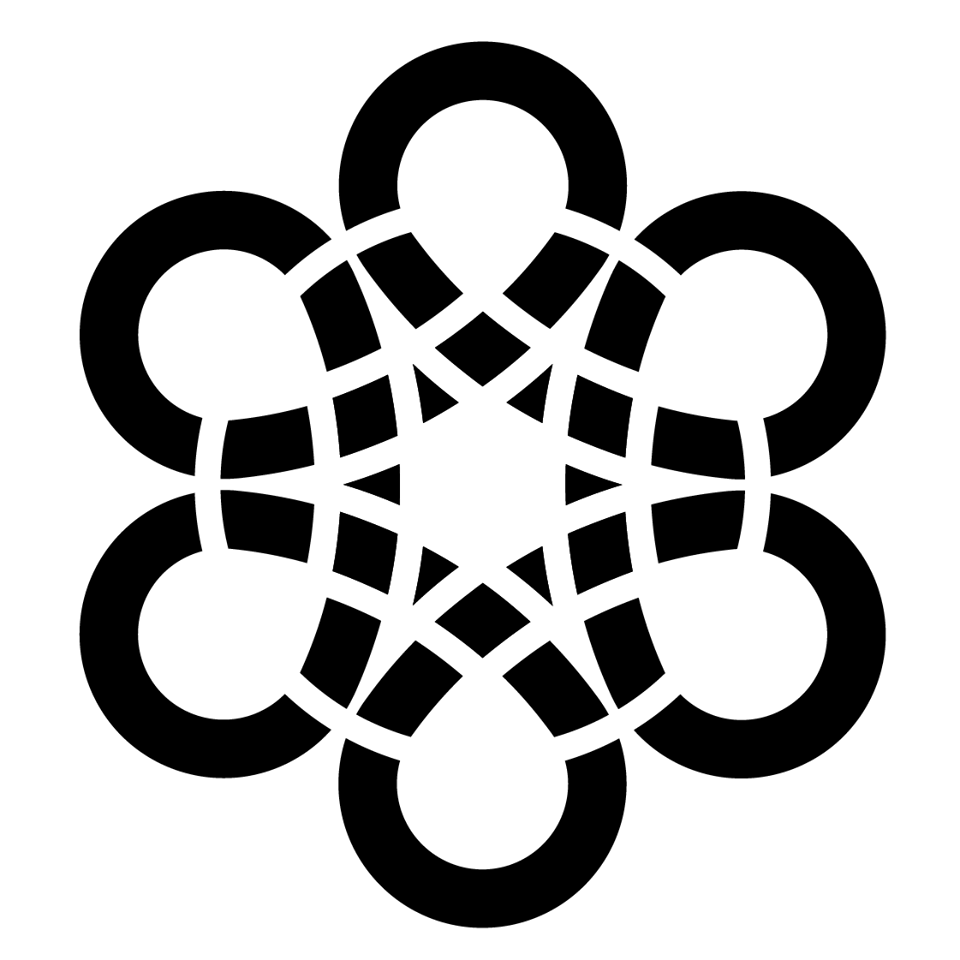
Logo de Perlan.

Perlan (en español «la perla») es un edificio de Reikiavik, capital de Islandia. Mide 25,7 metros de altura y está situado sobre la colina de Öskjuhlíð.

## Historia
En 1939, se construyó un tanque para almacenar agua caliente de origen geotérmico en el lugar donde se encuentra Perlan. En las siguientes dos décadas, cinco tanques más se levantaron junto al primero. A finales de los años 1980, fueron demolidos y remplazados por seis nuevos tanques, los cuales pueden contener hasta cinco millones de litros por separado con un volumen de 5000 m³, almacenan en conjunto un promedio de 24 millones de litros.
En 1991, partiendo de diseños del arquitecto Ingimundur Sveinsson, los tanques se adaptaron para ser la base de Perlan, un edificio abierto al público. Este proyecto fue impulsado por Davíð Oddsson durante su tiempo como alcalde de Reikiavik. Se ha vuelto un ícono de la ciudad con su distintiva cúpula.

### Detalles
- Estando a 61 metros sobre el nivel del mar, su altura ejerce suficiente presión como para suministrar agua en cualquier lugar de Reikiavik sin necesidad de bombas.
- El agua caliente se extrae de alrededor de 70 pozos ubicados en los alrededores, así como en Mosfellsbær y Nesjavellir, la mayoría de los cuales alcanzan entre 500 y 2000m de profundidad. Luego de haber pasado por las centrales geotérmicas que producen electricidad con el calor, el agua aún supera los 80 °C al llegar a los tanques, sirviendo para generar gran parte de la calefacción de la ciudad, así como para alimentar sus redes de acueductos una vez se enfría lo suficiente.
- Perlan dispone de 10 000 m³ de espacio para exposiciones en la planta baja, en el cuarto piso hay un mirador panorámico con telescopios e inscripciones en cinco idiomas, en el quinto piso hay un restaurante, un bar y una cafetería.
- En aproximadamente dos horas, la parte superior hace un giro completo en torno a su eje, ofreciendo una vista panorámica completa de Reikiavik, la bahía de Faxa y el Aeropuerto de Reikiavik.
- La cúpula está compuesta de 1176 paneles, por la noche es iluminada por más de 900 bombillas y el exterior es iluminado por 58 faros.

## Exposiciones
- Maravillas de Islandia es una exposición que muestra la naturaleza islandesa, glaciares, géiseres y volcanes. También hay una línea de tiempo que explica cómo se formó Islandia y cómo se desarrolló la vida en la isla, incluye una réplica del acantilado de Látrabjarg.[3]
- Una exposición sobre el papel del agua en la naturaleza islandesa.
- Un planetario que muestra la naturaleza islandesa y el sistema solar.
- Una exposición fotográfica que muestra las obras del fotógrafo de naturaleza Ragnar Þ. Sigurðsson.[4]

## Galería

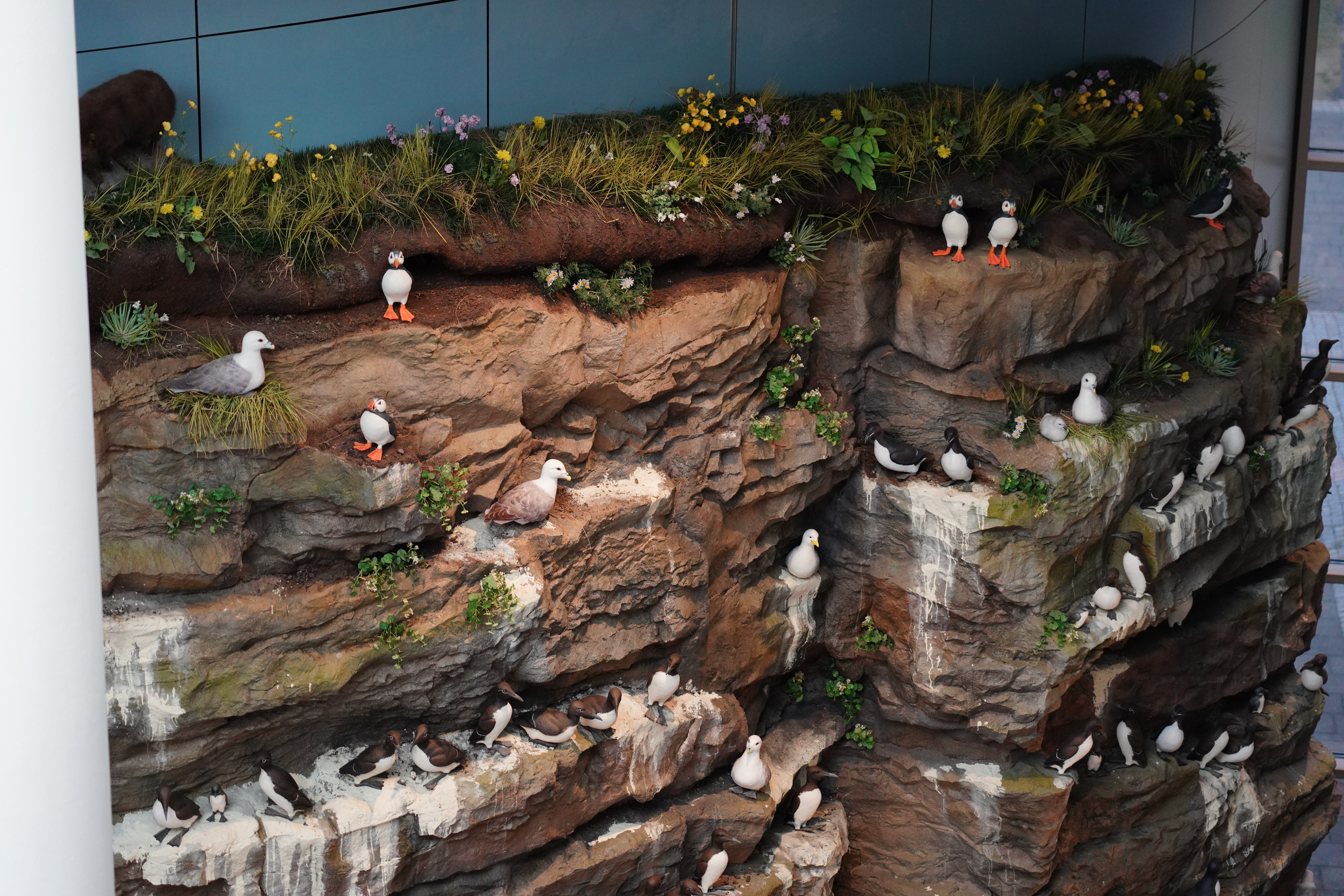
Maqueta de los acantilados de Látrabjarg con frailecillos y otras aves marinas.
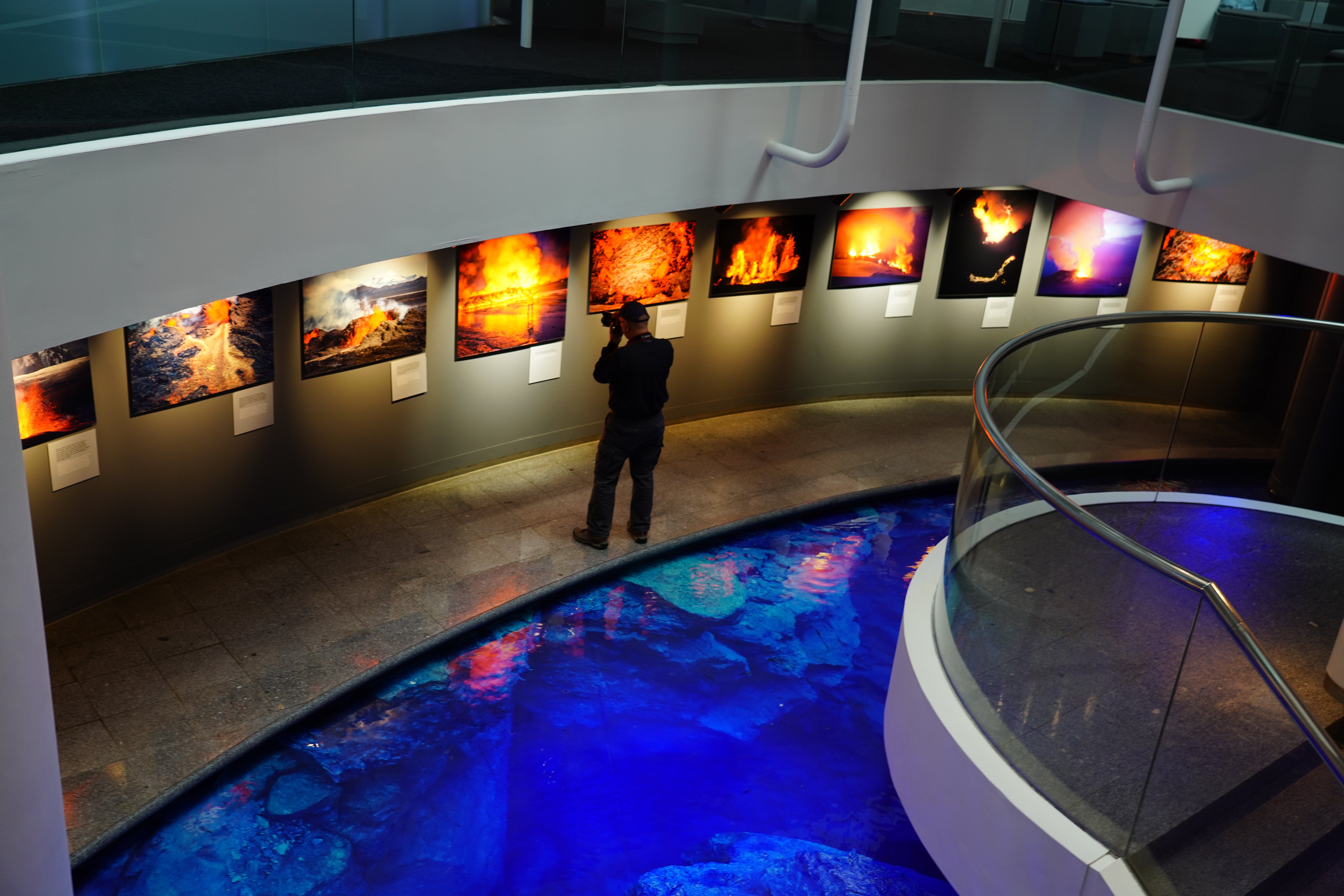
Exposición fotográfica.
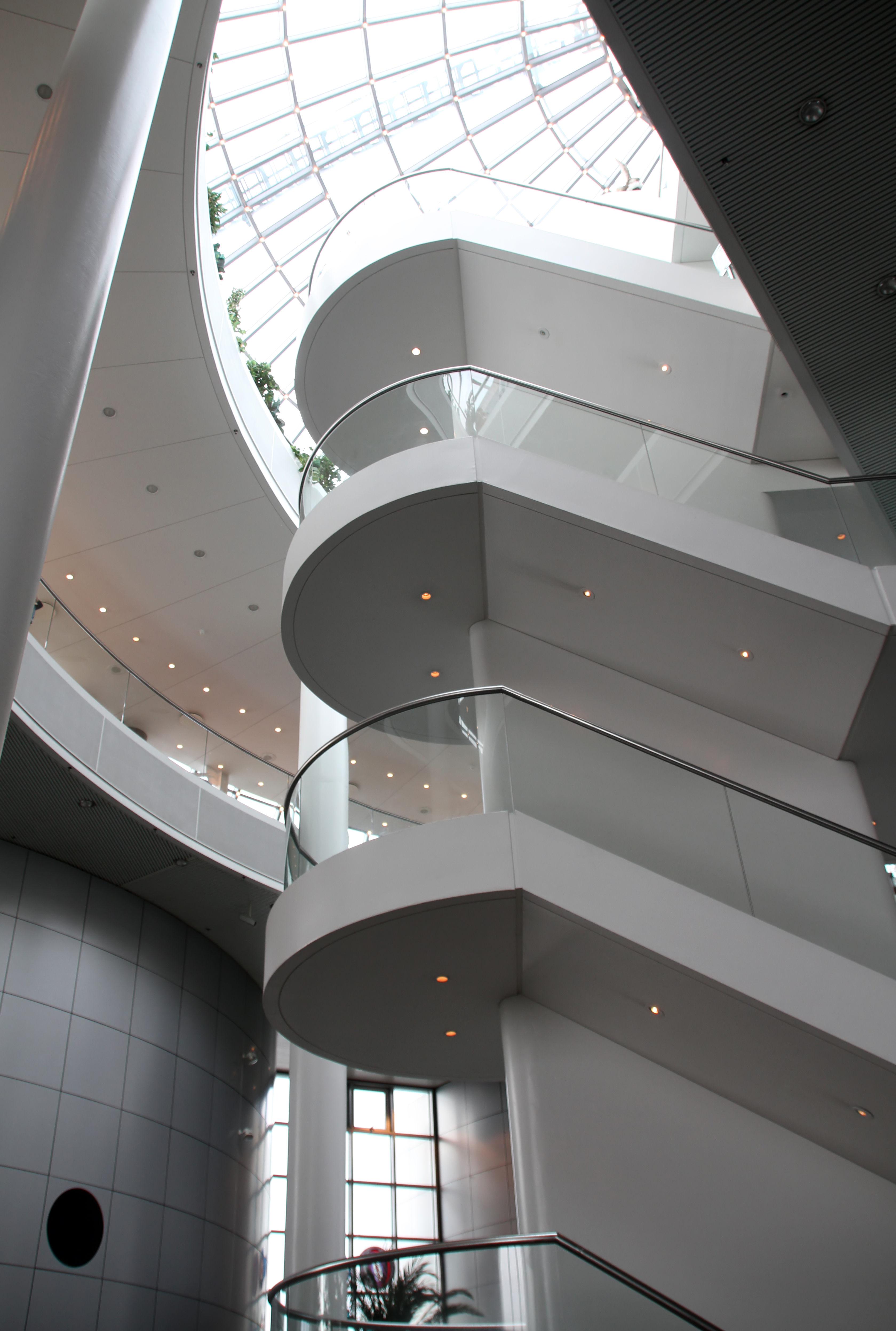
Interior de la planta baja.
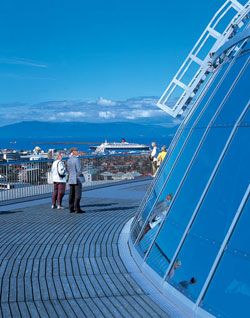
Vista desde la terraza.
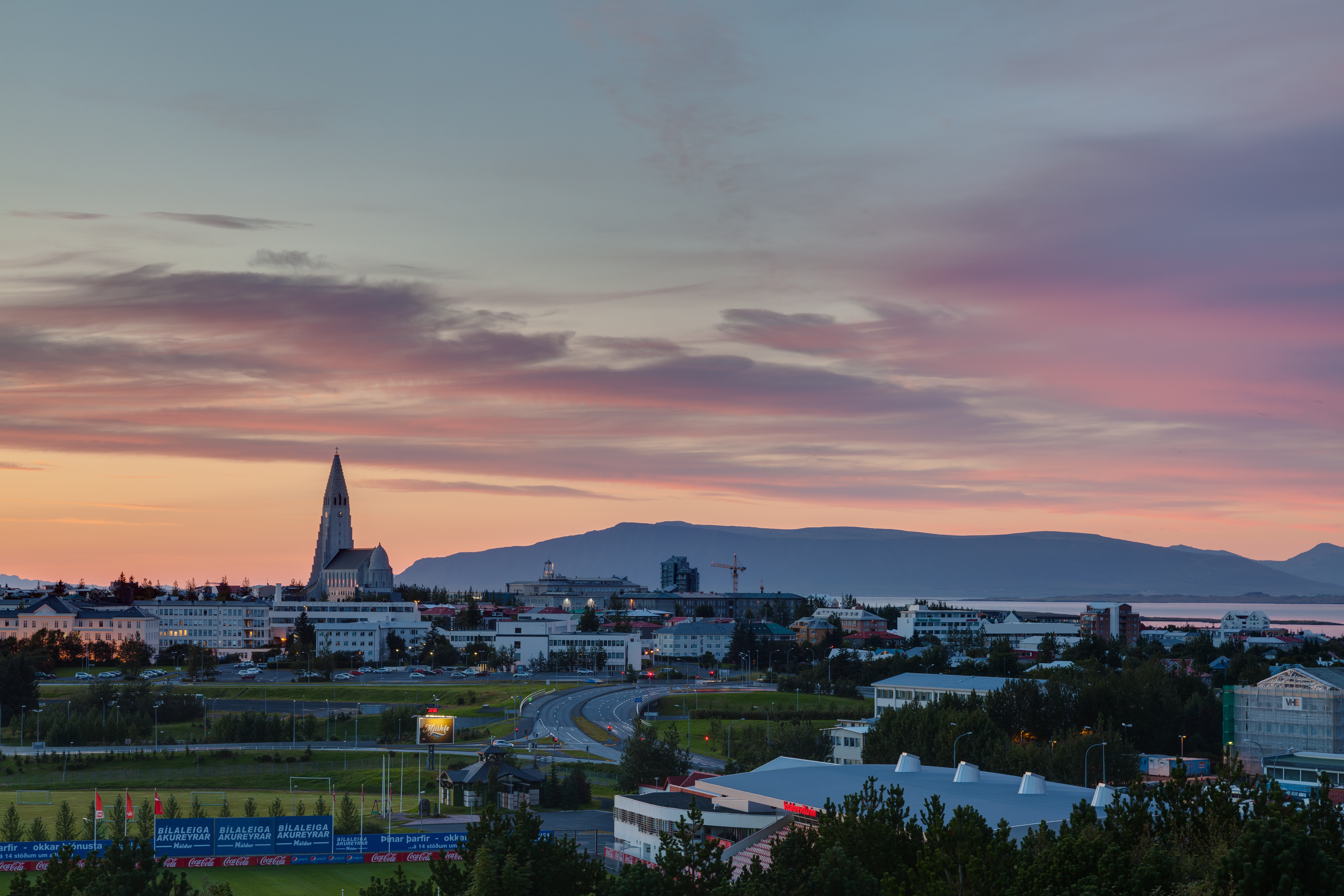
Vista de Reikiavik desde Perlan.
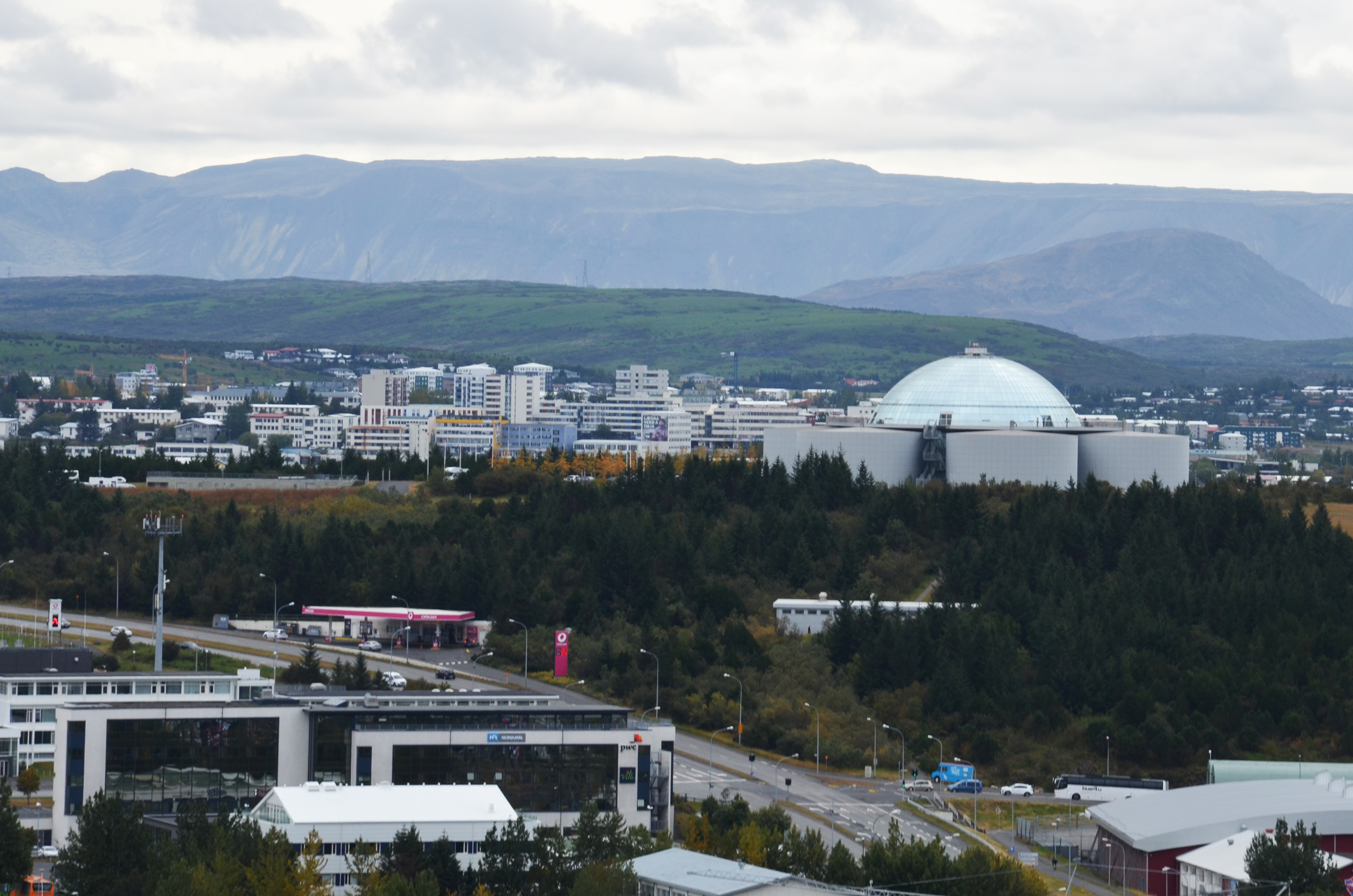
Perlan visto desde Hallgrímskirkja.